# NBA G聯盟引爆者
NBA G聯盟引爆者是一支NBA G聯盟籃球隊，以美國內華達州亨德森作為球隊所在地。球隊成立的目的是為了提供具有NBA前途的頂尖球員長達一年的發展計劃。球隊陣容由具有前途的年輕球員和老將球員組成。引爆者成立於2020年4月16日，球隊被視為美國大學籃球的其他選項，並能提供具有前途的球員薪資至多50萬美元。

## 歷史
NBA G聯盟自2008年以來，成為高中、大學和國際具有前途的球員在NBA選秀上入選的途徑之一。2018年10月18日，NBA G聯盟從2019–20年賽季開始，針對具有前途的頂尖球員引進12.5萬美元的精選合約，當中提供籃球發展的機會、提供生活技能指導和學術獎學金。但沒有任何2019年梯次的高中球員簽下此份精選合約 。
2020年4月16日，NBA G聯盟宣佈改善具有前途的頂尖球員的薪資，在G聯盟原有球隊的體系外提供一年的發展計劃。具有前途的頂尖球員和老將球員組成一支球隊，與G聯盟其他球隊、海外國家隊以及NBA學院（NBA Academy）進行10至12場熱身賽。球員透過出賽、參與社區活動和參加G聯盟的生活技能計劃，能獲得財務上的獎勵，同時也能獲得NBA合作夥伴亞利桑那州立大學的獎學金。
在G聯盟宣佈此項發展計劃的同天，2020年梯次排名名列前茅的高中球員傑倫·格林，透過ESPN表示以薪資50萬美元成為引爆者的第一位球員。G聯盟因此被視為美國大學籃球的其他選項而引起關注，一些媒體推測傑倫·格林的選擇會威脅到國家大學體育協會。
之後傑倫·格林加入球隊與未就讀大學、招募星級為五顆星的以賽亞·托德和戴神·尼克斯以及來自菲律宾的凱·索托成為隊友。2020年6月9日，前NBA球員以及教練布莱恩·肖被任命為引爆者總教練。7月16日，2021年梯次排名名列前茅的高中球員喬納森·庫明加，在被重新分類為2020年梯次後加盟引爆者。9月2日，球隊正式公布名稱為「NBA G聯盟引爆者」（NBA G League Ignite），球隊名未公布前被稱作「G聯盟選拔隊」（G League Select Team）。11月12日，引爆者簽下老將球員布蘭登·阿什利、鲍比·布朗、科迪·登普斯、雷吉·赫恩和阿米尔·约翰逊，指導球隊具有前途的球員。
引爆者參與在佛罗里达州奥兰多開打的2020–21年賽季全部15場預定場次，有11支球隊未參與該賽季。
2022年7月，引爆者宣布球隊搬遷至內華達州亨德森，使用Dollar貸款中心作為主場館。
2024年3月，NBA G聯盟主席谢里夫·阿布杜-拉希姆宣布2023-24賽季結束後將停止引爆者計劃。

## 歷年戰績
| NBA G聯盟引爆者 |      |     |   |   |      |                               |
| 2020–21         | —    | 8th | 8 | 7 | .533 | 落敗 八強賽（暴龍905）102–127 |
| 2021–22         | 西區 | 4th | 6 | 6 | .500 | 未晉級                        |

## NBA選秀
| 年份 | 球員             | 順位 | 球隊           |
| ---- | ---------------- | ---- | -------------- |
| 2021 | 傑倫·格林        | #2   | 休斯敦火箭     |
| 2021 | 喬納森·庫明加    | #7   | 金州勇士       |
| 2021 | 以賽亞·托德      | #31  | 密尔沃基雄鹿   |
| 2022 | 戴森·丹尼尔斯    | #8   | 新奥尔良鹈鹕   |
| 2022 | MarJon Beauchamp | #24  | 密尔沃基雄鹿   |
| 2022 | Jaden Hardy      | #37  | 達拉斯獨行俠   |
| 2023 | 斯庫特·亨德森    | #3   | 波特蘭拓荒者   |
| 2023 | Leonard Miller   | 33   | 圣安东尼奥马刺 |
| 2023 | Sidy Cissoko     | 44   | 圣安东尼奥马刺 |
| 2023 | Mojave King      | 47   | 洛杉矶湖人     |

## 外部連結
- 官方网站